# Pilpul
Pilpul (hebrejsky פִּלְפּוּל‎) je souhrnné označení metod výkladu a rozboru talmudických textů na základě jemných právnických, konceptuálních a kontextuálních odlišností. Slovo pilpul je odvozeno od slova pilpel (hebrejsky פִּלְפֵּל, „pepř“), čímž se podtrhává omezení těchto metod na nejschopnější z židovských učenců. Od 14. století n. l. byl pilpul klíčovou formou studia na hlavních aškenázských ješivách, přičemž jeho cílem bylo upevnit víru v organickou jednotu Ústní a Psané Tóry a nabízet prostor pro rozvoj učení nadaných žáků. Za objevitele jedné z metod pilpulu zvané chilukim (dekonstrukce) je považován rabi Jaakov Pollak (asi 1460–1541). Je též považován za toho, kdo se významnou měrou přičinil o to, že se pilpul běžně používaný v německých ješivách rozšířil i do ješiv v Polsku a následně také do Čech a na Moravu. Mezi jeho význačné žáky a pokračovatele jsou považováni rabi Šalom ben Josef Šachna (asi 1510–1558) a Me'ir ben Jicchak Katzenellenbogan (asi 1482–1565).
Nejednotnost výstupů při studiu Talmudu formou pilpulu však vedla k rozdílům a rozporům mezi rabíny a židovskými komunitami, což některé autority velmi kritizovaly. K radikálním odpůrcům této metody, i když ji sám zpočátku používal, patřil mimo jiné pražský Maharal, kterému kromě samotné formy studia vadila i její sebestřednost a mnohdy i násilné překrucování prostého významu textu. Proti plošnému užívání pilpulistických metod hlasitě vystoupil i Maharalův současník rabi Šlomo Efrajim Luntschitz, a k oponentům pilpulu patřil též Jo'el Sirkis či Ješaja Horowitz.
Význam slova pilpul se dnes někdy posouvá až k označení prázdné slovní ekvilibristiky, skrze kterou je možné prokázat prakticky cokoliv.